# Denitsa Ikonomova
Denitsa Ikonomova (en bulgare : Деница Икономова), née le 18 janvier 1987 à Kuystendil  en Bulgarie, est une danseuse, chorégraphe, comédienne et animatrice de télévision bulgaro-canadienne.
Elle a été sacrée championne de Bulgarie en danse standard, latine et dix danses avec son partenaire de danse Christian Millette. En 2011, elle participe à So You Think You Can Dance au Canada où elle atteint les demi-finales.
À partir de 2012, elle participe à l'émission Danse avec les stars sur TF1, qui l'a fait connaître du grand public français. Elle a remporté quatre saisons du programme aux côtés de Rayane Bensetti, Loïc Nottet, Laurent Maistret et Clément Rémiens, puis a intégré le jury en 2021. Elle annonce l'année suivante son départ de l’émission.

## Biographie

### Enfance et jeunesse
Denitsa Ikonomova est née 18 janvier 1987 à Kyoustendil en Bulgarie. Elle passe son enfance et une partie de son adolescence à Sofia.
À l'âge de 6 ans, c'est en voyant son frère aîné Pavel danser qu'elle se passionne pour cet art.
En 1996, à seulement 9 ans, elle arrive parmi les finalistes du Finalist Latin World juvénile.
Elle arrête pourtant la danse quelques années plus tard pour se consacrer au basket-ball, qu'elle pratique durant toute sa scolarité en Bulgarie, pour finalement reprendre la danse, à l'âge de 15 ans, où elle excelle.

### Déménagement et débuts
Peu après avoir repris la danse, elle déménage au Canada, en compagnie de sa famille, afin d'intégrer une école de danse prestigieuse, la Arthur Murray Dance School de Montréal. Sa carrière commence alors, mais elle en entame une autre en parallèle dans le domaine de la finance. Elle travaillera ainsi pendant huit années dans des banques. Côté danse, elle décroche des résultats honorables, terminant à la 15e place au Championnat du monde de danse ou encore 10e du World Dance Council.
En 2011, elle se classe 3e du Rising latin star, une émission québécoise. 

### Professionnalisation grâce àDanse avec les stars
À partir de 2012, Denitsa Ikonomova intègre l'équipe de danseurs de l'émission Danse avec les stars sur TF1, ce qui lui permet tout à la fois de se faire connaître du grand public français et de devenir professionnelle. Elle est la partenaire de danse :
- de l'acteur Rayane Bensetti (saison 5, automne 2014), avec qui elle gagne la compétition[7][source insuffisante] ;
- du chanteur Loïc Nottet (saison 6, automne 2015), avec qui elle gagne la compétition, auteurs d'une prestation remarquée dans le monde entier[8] ;
- du comédien Clément Rémiens[9] (saison 9, automne 2018), avec qui elle gagne la compétition ;

Elle est à ce jour la danseuse la plus titrée de l'émission française, ex æquo avec Fauve Hautot. Elles cumulent toutes deux huit victoires,.
En 2021, il lui est proposé d'intégrer le jury de l’émission,. Elle accepte et devient jurée aux côtés de Chris Marques, François Alu et Jean-Paul Gaultier,.
À l'été 2022, Denitsa Ikonomova annonce qu'elle ne prendra pas part à la saison 12 diffusée à la rentrée,. Elle fait ainsi ses adieux au programme, en même temps que Christian Millette et Maxime Dereymez, dans le cadre d'un renouvellement important des danseurs professionnels. En octobre, elle retrouve le plateau de l'émission le temps d'une soirée, mais est victime d'une rupture des ligaments croisé durant les répétitions, l'encourageant à s'orienter vers d'autres activités médiatiques à l'avenir,.

## Autres activités

### Tournées
Depuis 2013, Denitsa Ikonomova fait partie de la troupe D'pendanse, une troupe de danseurs qui est composée de certains danseurs professionnels de Danse avec les stars (mais qui accueille occasionnellement d'autres personnalités telles que Brahim Zaibat, Tonya Kinzinger ou encore Rayane Bensetti), qui organise des tournées de plusieurs dates et qui se produit lors de divers événements, comme celui du concert des Pièces jaunes en 2015 ou encore à l'occasion de l'émission Tout le monde contre le cancer, diffusée sur W9 en décembre 2016 aux côtés de Kungs.
Après une pause en 2017, malgré quelques apparitions sur certaines dates pour l'anniversaire de Laurent Maistret (son partenaire de la saison 7), ainsi que pour la rediffusion à la télévision d'un show de la tournée où elle retrouve trois de ses anciens partenaires (Laurent Ournac, Loïc Nottet et Laurent Maistret), elle poursuit son engagement lors des années suivantes.

### Télévision
En 2014, elle remporte un Lauriers TV Awards en compagnie de Rayane Bensetti pour leur duo dans la saison 5 de Danse avec les stars.
À l'occasion du nouvel an, Denitsa Ikonomova est invitée dans l'émission d'Arthur, tout est permis, pour l'épreuve du Brain Dance avec Marc-Emmanuel Dufour, puis pour une démo de jive avec Maxime Dereymez. Elle apparaitra plusieurs fois dans l'émission les années suivantes.
En 2015, en plus des dates de la tournée D'pendanse, elle donne des cours de danse pour Dance Concept Event dont elle est la marraine, aux côtés de Yann-Alrick Mortreuil, accompagnée parfois de Rayane Bensetti et de Laurent Maistret. Denitsa Ikonomova propose également chaque année de nombreux stages de danse à travers la France.
En avril 2015, elle participe au 200e épisode de Tous ensemble de Marc-Emmanuel Dufour aux côtés de Jean-Marc Généreux, Rayane Bensetti et Christian Millette, un numéro anniversaire qui s'est déroulé en Corse et dans lequel les membres de l'émission de Danse avec les stars organisent un spectacle au théâtre de Bastia afin de financer les travaux de la maison.
En 2015, elle participe au jeu télévisé Fort Boyard sur France 2, en compagnie de Christian Millette, Rayane Bensetti, Waly Dia, Luce et Sophie Jovillard.
En décembre 2018, elle participe à l'émission Les Touristes : Mission Haute Montagne d'Arthur sur TF1, aux côtés de Shy'm, Cartman, Baptiste Giabiconi, Artus et Jarry.
Elle participe aussi en 2018 à l'émission Baby-sitter : star incognito sur Gulli où elle joue le rôle d'une nounou gothique.
En février 2019, elle fait partie du jury pour l'élection de Miss Isère, aux côtés de Christian Millette et de Vaimalama Chaves (Miss France 2019).
En 2020, elle participe à la première émission de la saison 1 de District Z. Elle prend part également à la saison 1 de The Voice Kids Belgique en tant que coach invitée,. Elle est aussi invitée lors d'un épisode de Je t'aime, etc. sur France 2.
En 2021, elle est au casting de Marble Mania, un concours de billes. En fin d'année, elle apparaît dans l'émission La chanson secrète où elle chante pour son ami Keen'V.
Elle prend part à la saison 3 de l'émission Mask Singer diffusée en 2022. Sous le costume du Papillon, elle remporte la compétition.
En août 2023, elle participe à l'émission de télévision La Photo parfaite sur M6. Le mois suivant, elle prend part à la conférence de presse de rentrée de la chaîne RMC Story où il est annoncé qu'elle devient animatrice du programme Le meilleur tatoueur. L'émission est diffusée à partir de mars 2024.

### Comédienne et chorégraphe
Parallèlement à la danse, Denitsa Ikonomova mène aussi une petite carrière de comédienne. En 2011, elle obtient un petit rôle dans le film franco-canadien Funkytown, où elle incarne une danseuse de la discothèque Le Starlight (inspirée de la vraie discothèque le Lime Light). .
La même année, elle tourne, toujours en tant que danseuse, mais cette fois-ci aux côtés de son partenaire de danse Christian Millette, dans le clip-vidéo When We Fight de la chanteuse perse Mina. .
En octobre 2015, elle apparaît dans le clip J'ai piscine, de Keen'V et Rayane Bensetti.
En mars 2016, Denitsa Ikonomova est partie plusieurs semaines en Inde pour chorégraphier les danses du téléfilm Coup de foudre à Jaipur, une production TF1, dont Lucie Lucas est l'héroïne et dans laquelle Rayane Bensetti tient un des rôles principaux.
En 2018, elle est chorégraphe pour le film Tamara Vol.2. La même année, elle apparaît dans deux épisodes de la série Demain nous appartient où elle joue le rôle d'une professeure de danse,.
En octobre 2019, elle s'occupe de chorégraphier les scènes de danse du téléfilm Coup de foudre en Andalousie. Elle fait de même pour le film Rumba la vie,.
En 2024, elle joue dans son premier téléfilm en interprétant un rôle dans un épisode de Disparition inquiétante diffusé en octobre sur France 2.

### Filmographie
- 2018 : Demain nous appartient : professeur de danse de Chloé et Alex (épisodes 300 et 301)
- 2024 : Disparition inquiétante : Norma Guilbert (épisode 07)

## Vie privée
En novembre 2016, Denitsa Ikonomova officialise sa relation avec le comédien Rayane Bensetti, rencontré sur le plateau de Danse avec les stars en 2014, et dont elle était la partenaire de danse. Ensemble, ils ont remporté la cinquième saison du programme. Le couple se serait séparé en 2021,.
Denitsa Ikonomova parle le bulgare, le français et l'anglais, ainsi qu'un peu le russe. Elle réside à Thuir dans les Pyrénées-Orientales.
En août 2024, par une publication Instagram, elle annonce être enceinte de son premier enfant avec son compagnon François Alu. Le 14 novembre 2024, par une publication Instagram, le couple annonce la naissance de leur fille.